# Лёнберг
Лёнберг (нем. Löhnberg) — коммуна в Германии, в земле Гессен. Подчиняется административному округу Гиссен. Входит в состав района Лимбург-Вайльбург.  Население составляет 4201 человек (на 31 декабря 2010 года). Занимает площадь 33,85 км².

## Достопримечательности

### Музеи
- Музей геологии и палеонтологии в Ланебурге

### Строения
В Лёнберге расположен Ланебург.